# Haytor Granite Tramway

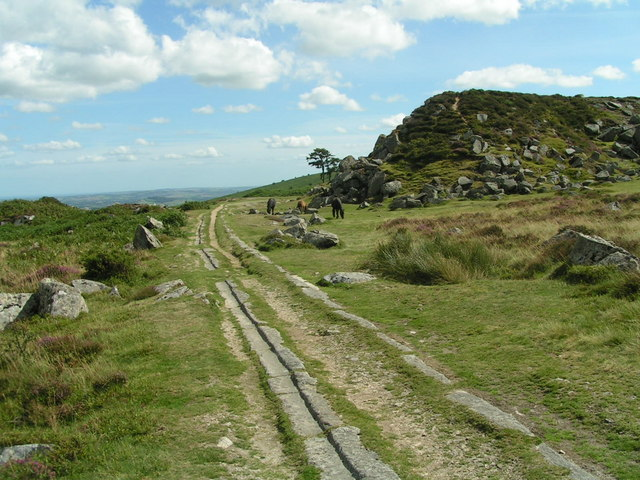
Haytor Granite Tramway

O Haytor Granite Tramway foi um teleférico singular construído em Haytor Down, Dartmoor, Devon, para transportar granito de Haytor, o qual era de baixa granulação e alta qualidade, para a construção de casas, pontes e outras estruturas. Em 1850, as pedreiras empregavam em torno de 100 homens, mas em 1858 elas fecharam devido a disponibilidade do granito da Cornualha, muito mais barato.